# Dawn Zulueta
Dawn Zulueta, née le 4 mars 1969, est une actrice et mannequin philippine.